# Shari Lewis
Shari Lewis (Bronx, 17 de janeiro de 1933 - Los Angeles, 2 de agosto de 1998) foi uma ventríloqua, escritora e apresentadora de televisão estadunidense. Ela ganhou 12 Emmys, incluindo cinco pela série Lamb Chop's Play-Along da PBS.